# Actinodaphne quinqueflora
Actinodaphne quinqueflora là loài thực vật có hoa trong họ Nguyệt quế. Loài này được (Dennst.) M.R.Almeida & S.M.Almeida miêu tả khoa học đầu tiên năm 1993 publ. 1994.